# Ormocerinae
Ormocerinae Walker, 1833, è una sottofamiglia di insetti della famiglia degli Pteromalidi (Hymenoptera: Chalcidoidea). Le specie di cui si conosce la biologia sono associate a galle.

## Biologia
Diverse specie sono descritte come parassitoidi di insetti galligeni (Ditteri Cecidomidi, Imenotteri Cinipidi).
Alcune specie di questa sottofamiglia sono invece fitofaghe e galligene. Le specie del genere Trichilogaster formano galle su piante del genere Acacia e una di queste sarebbe utile per il controllo biologico delle Acacie in Sudafrica. Nel Nordamerica è invece presente Hemadas nubilipennis, insetto galligeno associato al mirtillo, ma fondamentalmente poco dannoso.

## Sistematica
Gli Ormocerini si suddividono in circa 40 generi, comprendenti oltre 170 specie:
- Aditrochus
- Aeschylia
- Alloderma
- Alyxiaphagus
- Asparagobius
- Brachyscelidiphaga
- Bugacia
- Cecidoxenus
- Cerna
- Edgaria
- Encyrtocephalus
- Epelatus
- Espinosa
- Eurytomomma
- Hemadas
- Hubena
- Kerya
- Krivena
- Lincolna
- Lisseurytoma
- Manipurella

- Mayrellus
- Megamelanosoma
- Melancistrus
- Nambouria
- Neochalcissia
- Neoperilampus
- Ormocerus
- Oxyglypta
- Perilampella
- Perilampomyia
- Plastobelyta
- Semiotellus
- Sennia
- Systasis
- Systolomorpha
- Terobiella
- Trichilogaster
- Westra
- Wubina
- Xantheurytoma